# Borak (Chorwacja)
Borak – wieś w Chorwacji, w żupanii splicko-dalmatyńskiej, w mieście Omiš. W 2011 roku liczyła 158 mieszkańców.